# Lovecký zámeček Liščí kámen
Lovecký zámeček Liščí kámen s hájovnou byl postaven v druhé polovině 18. století v obci Krásný Les v okrese Karlovy Vary. V roce 2002 byl lovecký zámeček a myslivna Ministerstvem kultury České republiky prohlášen kulturní památkou.

## Poloha
Lovecký zámeček s hrázděnou hájovnou stojí na úpatí vrchu Meluzína v Krušných horách jihovýchodně od Klínovce v katastrálním území Vrch obce Krásný Les a v katastrálním území Osvinov obce Stráž nad Ohří (hájovna) v okrese Karlovy Vary. Okolo loveckého zámečku vede zeleně značená turistická stezka z Kovářské do Stráže nad Ohří.

## Historie
Lovecký zámeček z 18. století je drobná pozdně barokní stavba, která tvořila zázemí hradu Hauenštejn. Hrázděná hájovna byla postavena později, asi v polovině 19. století, kdy majitelkou zámečku byla hraběnka Buqouyová z Červeného hrádku. Hrádek slouží k rekreačním účelům.

## Popis

### Zámek
Zámeček je samostatně stojící dvoupodlažní zděná omítaná stavba postavena na půdorysu obdélníku s novodobou přístavbou k severnímu průčelí. Valbová střecha je krytá lepenkovými šablonami. Hlavní průčelí má tři okenní osy. Hladká fasáda je členěna profilovanou kordonovou římsou, hlavní římsou a jednoduchými nárožními lizénami. Okna jsou usazena v líci orámována šambránami s uchy v barokním tvarosloví. K hlavnímu vchodu v mírně zvýšeném přízemí vede kamenné jednoramenné schodiště. Vchod rámován kamenným ostěním je umístěn ve střední ose.
Interiér je třítraktový, z toho střední trakt je komunikační s dvouramenným schodištěm do patra (zadní část) a východem na dvůr. V přízemí vzadu pravého bočního traktu byla černá kuchyně, v předních částech bočních traktů byly obytné místnosti. Obytné místnosti v patře a místnosti v přízemí mají plochý strop s fabionem. V chodbách přízemí i v patře jsou nakládací otvory do kamen, která se nezachovala. Krov je hambalkový.

### Hájovna
Hájovna je samostatně stojící hrázděná omítaná dvoupodlažní stavba postavena na půdorysu obdélníku v bezprostřední blízkosti zámečku. Asymetrická sedlová střecha je krytá z jedné strany vláknocementovými šablonami a z druhé plechem. První podlaží je zděné z lomového kamene, druhé podlaží je hrázděné se smíšenou kameno-cihlovou výplní. Štítové průčelí má v prvním podlaží tři oka, v patře dvě a ve štítu jedno. Jižní štít je obložen šindelem, celé severní štítové průčelí je bedněné. V okapovém průčelí v přízemí je vchod a jedno okno, v patře pak čtyři okenní osy. Hrubá fasáda je zdobena okenními šambránami a hladkými lizénami.
Dispozice domu je trojdílná se střední vstupní síni a boční světnicí, s komorou a chlévem a sklepem. V patře jsou obytné místnosti. Komora v přízemí má valenou klenbu, chlév je zaklenut valenou klenbou do traverz a ostatní místnosti mají ploché stropy. Krov je z tesaných trámů krokevního typu.